# 10189 Normanrockwell
10189 Normanrockwell eller 1996 JK16 är en asteroid i huvudbältet som upptäcktes den 15 maj 1996 av Spacewatch vid Kitt Peak-observatoriet. Den är uppkallad efter den amerikanske målaren Norman Rockwell.
Asteroiden har en diameter på ungefär 10 kilometer.